# Ragnhild
Ragnhild ist ein weiblicher Vorname.

## Varianten
- altnordisch: Ragnhildr
- deutsch: Ragnhilde, Reinhild, Reinhilde
- dänisch: Ragnhild
- isländisch: Ragnhildur
- niederländisch: Reinhilde
- norwegisch: Ragla, Ragna, Ragnhilda, Ranghild, Ranghilde, Ravna, Renhild
- samisch: Rávdná, Ravna
- schwedisch: Ragni, Ragnil, Ragnila, Ragny, Rangel, Rangela, Rangla

## Herkunft und Bedeutung
Ragnhild lässt sich auf die altnordischen Begriffe regin oder rọgn (‚herrschende Götter‘ bzw. ‚herrschender Gott‘) und hildr (‚Kampf‘, ‚Schlacht‘) zurückführen. 

Der deutsche Vorname Reinhild könnte sich von den Wurzeln ragina* (rekonstruierter urgermanischer Ausdruck für ‚Rat‘, ‚Beschluss‘) und  hiltia (althochdeutsch für ‚Kampf‘) herleiten.

## Namenstage
Der Namenstag von Ragnhild ist in Norwegen der 17. Mai, in Schweden und Finnland der 15. Juli. An demselben Tag wird in diesen beiden Länder zudem der Namenstag von Ragni begangen. In Deutschland ist der Namenstag von Reinhild am (u. a.) 30. Mai.

## Namensträger

### Form Ragnhild
- Ragnhild Aamodt (* 1980), norwegische Handballspielerin
- Ragnhild Bente Andersen (* 1965), norwegische Orientierungsläuferin
- Ragnhild Berstad (* 1956), norwegische Komponistin
- Ragnhild Bratberg (* 1961), norwegische Orientierungssportlerin
- Ragnhild Valle Dahl (* 1998), norwegische Handballspielerin
- Ragnhild Femsteinevik (* 1995), norwegische Biathletin
- Ragnhild Queseth Haarstad (1939–2017), norwegische Politikerin
- Ragnhild Haga (* 1991), norwegische Skilangläuferin
- Ragnhild Hatton (1913–1995), aus Norwegen stammende britische Historikerin
- Ragnhild Heckscher, geborene Möller, Ehefrau von Dieter Thomas Heck
- Ragnhild Holand (1938–2013), norwegische Badmintonspielerin
- Ragnhild Hveger (1920–2011), dänische Schwimmerin
- Ragnhild Imerslund (* 1971), norwegische Diplomatin
- Ragnhild Jølsen (1875–1908), norwegische Schriftstellerin
- Ragnhild Kaata (1873–1947), norwegische, taubblinde Frau
- Ragnhild Vassvik Kalstad (* 1966), norwegische Politikerin
- Ragnhild Mowinckel (* 1992), norwegische Skirennläuferin
- Ragnhild von Norwegen (1930–2012), norwegische Prinzessin
- Ragnhild Sigurdsdottir, Ehefrau Halvdans des Schwarzen

### Form Reinhild
- Reinhild Ahlers (* 1959), deutsche römisch-katholische Theologin und Hochschullehrerin
- Reinhild Böhnke (* 1944), deutsche Germanistin und literarische Übersetzerin
- Reinhild Gräfin von Hardenberg (1923–2016), deutsche Widerstandskämpferin gegen die Nationalsozialisten
- Reinhild Hoffmann (* 1943), deutsche Tänzerin und Choreografin
- Reinhild Kreis (* 1978), deutsche Historikerin mit Forschungsschwerpunkten auf Konsum-, Protest- und Emotionsgeschichte
- Reinhild Möller (* 1956), deutsche Behindertensportlerin (alpiner Skisport und Leichtathletik)
- Reinhild von Riesenbeck (12. Jahrhundert), Heilige und Märtyrin der römisch-katholischen Kirche
- Reinhild Ruban (* 1944), deutsche Juristin
- Reinhild Runkel (* 1943), deutsche Konzert-, Oratorien- und Opernsängerin
- Reinhild Solf (1941–2022), deutsche Schauspielerin und Autorin
- Reinhild Tetzlaff (1944–2010), deutsche Kuratorin

### Andere Formen
- Ragnhildr Eiríksdóttir (* um 860/870; † um 888), Tochter König Horiks II. und Ehefrau von Erik I. („Erik Blutaxt“), mit dem sie eine gleichnamige Tochter gehabt haben soll
- Ragnhildur Helgadóttir (1930–2016), isländische Politikerin der Unabhängigkeitspartei
- Ragnhildur Steinunn Jónsdóttir (* 1981), isländische Fernsehmoderatorin und Schauspielerin
- Ragni Maria Gschwend (1935–2021), deutsche Übersetzerin für italienische Literatur und Verlagsberaterin
- Ragni Steen Knudsen (* 1995), norwegische Volleyballspielerin
- Ragni Piene (* 1947), norwegische Mathematikerin
- Reineldis (* um 630; † um 680), katholische Heilige
- Reinhilde Ruprecht (* 1960), deutsche Verlegerin
- Reinhilde Schildhauer-Gaffrey (1947–2003), deutsche Politikerin (SPD)